# Atlantis (raketoplán)

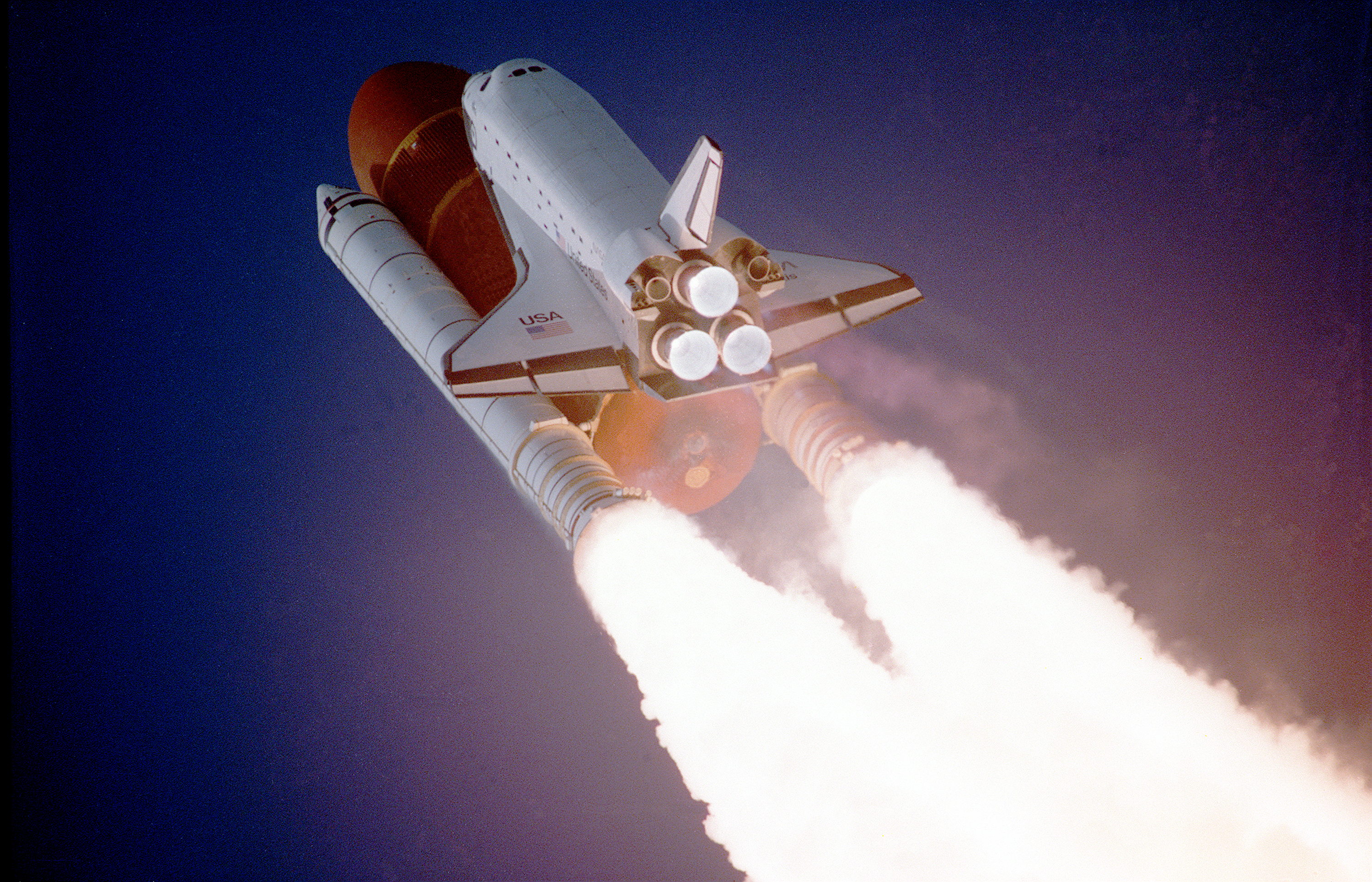
Raketoplán Atlantis při startu mise STS-27

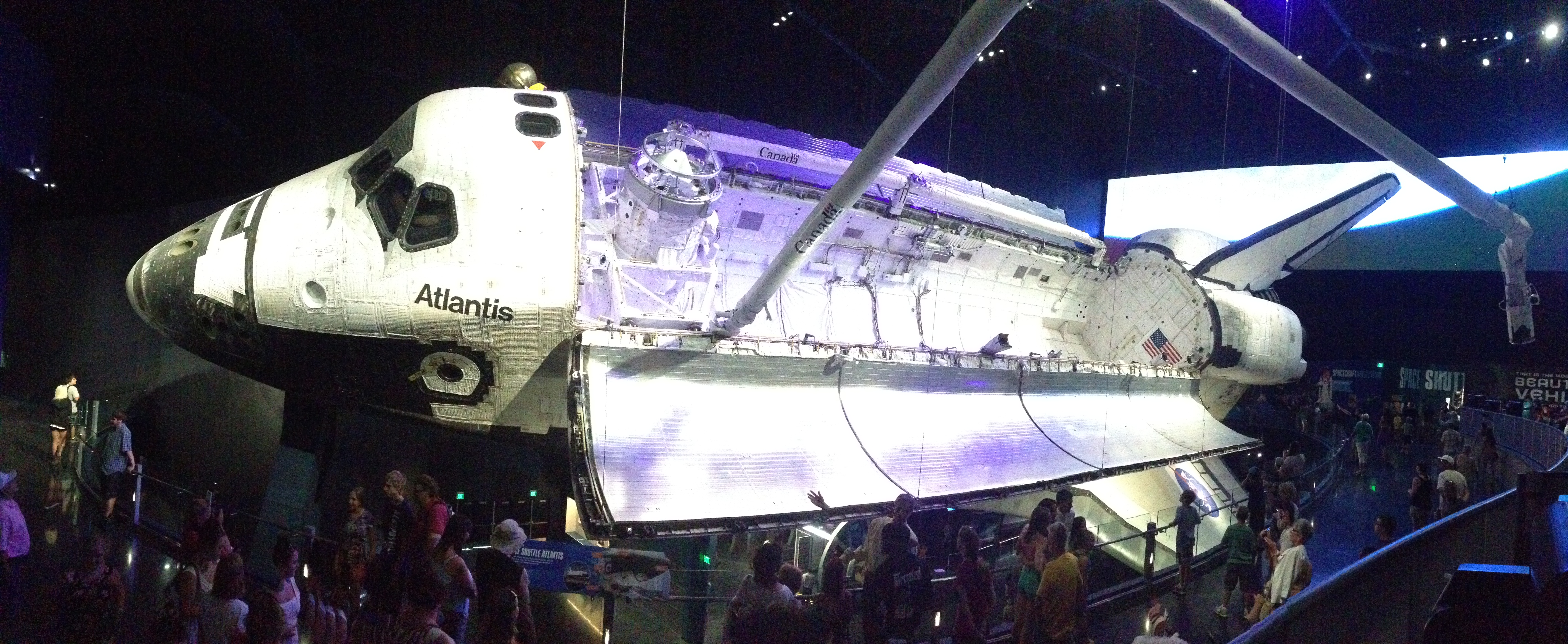
Atlantis v muzeu na Floridě

Atlantis (ev. č. OV-104) je čtvrtý raketoplán NASA. Byl pojmenován po první americké oceánografické lodi, dvoustěžňové plachetnici, kterou v období let 1930–1966 provozovala Woods Hole Oceanographic Institution.

## Historie
Jako čtvrtý postavený raketoplán Atlantis těžil ze zkušeností, které získali inženýři NASA při stavbě předchozích raketoplánů. Když byl dokončen, vážil téměř o 3 500 kg méně než raketoplán Columbia a jeho stavba zabrala poloviční dobu. Komponenty, které nebyly při stavbě využity, byly později použity při stavbě pátého raketoplánu, kterým je Endeavour.
První mise raketoplánu Atlantis (STS-51-J) se uskutečnila ve dnech 3. – 7. října 1985 a byla to jedna z celkem pěti misí raketoplánu, které měly tajné vojenské poslání. Od roku 1995 uskutečnil Atlantis celkem sedm letů k ruské vesmírné stanici Mir. Během druhého letu byl ke stanici připojen spojovací modul, který při dalších misích umožnil provádět výměny astronautů.
Od listopadu 1997 do července 1999 procházel Atlantis rekonstrukcí, při které bylo provedeno okolo 165 modifikací. Mise, které od té doby Atlantis uskutečnil, směřovaly k Mezinárodní vesmírné stanici. Výjimku tvoří let STS-125 z května 2009, kdy se raketoplán Atlantis vydal na opravu Hubbleova vesmírného dalekohledu (HST), zajistit mu tak životnost minimálně do roku 2013.

## Na konci využívání
Atlantis měl podle původních plánů odejít do výslužby v roce 2008, avšak na konci roku 2007 bylo rozhodnuto o následných dodatečných dvou výpravách k ISS – STS-129 a STS-132. Později o misi STS-135. Jeho provoz byl definitivně ukončen dne 21. července 2011, stal se tak posledním americkým raketoplánem v dosavadní historii.
Provoz všech amerických raketoplánů tohoto typu byl definitivně ukončen v roce 2011 a ty byly umístěny do muzeí. Atlantis zůstal na Floridě, v muzeu v Kennedyho vesmírném středisku.

## Seznam misí
Po dobu služby vykonal Atlantis celkem 33 letů, 4 848 obletů Země a nacestoval 202 673 974 km. Lety raketoplánu Atlantis:
| Datum              | Označení | Poznámka                                                                                        |
| ------------------ | -------- | ----------------------------------------------------------------------------------------------- |
| 3. října 1985      | STS-51-J | Mise pro Ministerstvo obrany Spojených států amerických                                         |
| 26. listopadu 1985 | STS-61-B | Komunikační satelity: MORELOS-B, AUSSAT-2 a SATCOM KU-2.                                        |
| 2. prosince 1988   | STS-27   | Mise pro Ministerstvo obrany Spojených států amerických                                         |
| 4. května 1989     | STS-30   | Vypuštění sondy Magellan                                                                        |
| 18. října 1989     | STS-34   | Sonda Galileo                                                                                   |
| 28. února 1990     | STS-36   | Mise pro Ministerstvo obrany Spojených států amerických                                         |
| 15. listopadu 1990 | STS-38   | Mise pro Ministerstvo obrany                                                                    |
| 5. dubna 1991      | STS-37   | Vypuštění Comptonovy gama observatoře                                                           |
| 2. srpna 1991      | STS-43   | TDRS-5                                                                                          |
| 24. listopadu 1991 | STS-44   | Mise pro Ministerstvo obrany Spojených států amerických                                         |
| 24. března 1992    | STS-45   | Atlas 1, Spacelab                                                                               |
| 31. července 1992  | STS-46   | Eureka, vlečená družice TSS-1                                                                   |
| 3. listopadu 1994  | STS-66   | Atlas-3, CRISTA-SPAS                                                                            |
| 29. června 1995    | STS-71   | Setkání s Mirem                                                                                 |
| 12. listopadu 1995 | STS-74   | Doprava spojovacího modulu pro Mir                                                              |
| 22. března 1996    | STS-76   | Setkání s Mirem, posádka Miru Shannon Lucidová                                                  |
| 16. září 1996      | STS-79   | Setkání s Mirem, výměna posádky: John Blaha za Shannon Lucidovou, český mikroakcelerometr MACEK |
| 12. ledna 1997     | STS-81   | Setkání s Mirem, výměna posádky: Jerry Linenger za Johna Blahu                                  |
| 15. května 1997    | STS-84   | Setkání s Mirem, výměna posádky: Michael Foale za Jerryho Linengera                             |
| 25. září 1997      | STS-86   | Setkání s Mirem, výměna posádky: David Wolf za Michaela Foaleho                                 |
| 19. května 2000    | STS-101  | Stavba ISS                                                                                      |
| 8. září 2000       | STS-106  | Stavba ISS                                                                                      |
| 7. února 2001      | STS-98   | Stavba ISS                                                                                      |
| 12. července 2001  | STS-104  | Stavba ISS                                                                                      |
| 8. dubna 2002      | STS-110  | Stavba ISS                                                                                      |
| 7. října 2002      | STS-112  | Stavba ISS                                                                                      |
| 9. září 2006       | STS-115  | Stavba ISS                                                                                      |
| 8. června 2007     | STS-117  | Stavba ISS                                                                                      |
| 7. února 2008      | STS-122  | Stavba ISS, montáž modulu Columbus                                                              |
| 11. května 2009    | STS-125  | Servisní mise Hubbleova vesmírného dalekohledu                                                  |
| 16. listopadu 2009 | STS-129  | Stavba ISS                                                                                      |
| 14. května 2010    | STS-132  | Stavba ISS                                                                                      |
| 8. července 2011   | STS-135  | Stavba ISS, poslední let tohoto raketoplánu                                                     |